# Albugnano
Albugnano – miejscowość i gmina we Włoszech, w regionie Piemont, w prowincji Asti.
Według danych na styczeń 2009 gminę zamieszkiwało 549 osób przy gęstości zaludnienia 57,3 os./1 km².